# La Campana (Colima)
La Campana  é um sítio arqueológico considerado na lista do patrimônio arqueológico mexicano de 1917. Localiza-se nas imediações da cidade de Colima, perto dos estados de Jalisco e Michoacán. Este sítio foi o núcleo pré-hispânico de maior população no Ocidente do México. Algumas das características deste assentamento estão relacionadas à cultura Teotihuacana durante o período Clássico.
No sítio encontraram-se vestígios da fase cerâmica denominada Capacha, que remonta a 1500 a.C. Destaca-se a presença de tumbas de tiro, oferendas de cerâmica, sistemas de drenagem pluvial, avenidas e um centro administrativo e religioso com numerosos monumentos. As descobertas de La Campana  foram expostas ao público pela primeira vez em 1995. Os espanhóis descobriram La Campana  em 1524 quando esta era conhecida como Almoloyan, ou "o lugar entre os dois rios".

## História
O sítio tem a sua origem em tempos muito temporãos; há vestígios da fase cerâmica denominada Capacha, do Pré-clássico Inicial de Mesoamérica. A evidência arquitetônica na superfície corresponde ao período clássico mesoamericano (100 -1500 d.C.) Seu máximo esplendor foi o período compreendido entre  700 e 900 d.C.
É importante destacar a presença de ruas, um sistema de drenagem pluvial e de um centro religioso e administrativo, com numerosos monumentos, bem como áreas habitacionais, com casas fáceis erguidas sobre plataformas quer circulares ou retangulares, com paredes de cana e lodo e cobertura de palma respondendo às necessidades da região altamente sísmica.
Na economia e desenvolvimento de La Campana  influiu a sua situação geográfica no vale de Colima, onde convergiram tanto mercadorias de luxo procedentes das costas ocidentais do centro do México quanto produtos agrícolas, matérias primas da região e obras escultóricas em argila para a sua comercialização. Além disso, cabe destacar o controlo que durante o seu apogeu exerceu sobre outros assentamentos de menor tamanho. É provável que, segundo os arqueólogos, a sua decadência estivesse relacionada aos terramotos que afetaram o centro cerimonial, ficando somente alguns grupos assentados até o momento de contato com os espanhóis.
O sítio apresenta evidências de todo o desenvolvimento arquitetônico pré-hispânico, e no subsolo apresenta igual complexidade arquitetônica em estruturas. Nas edificações empregaram-se seixos rolados de diversos tamanhos, obtidos de rios, alguns de eles muito afastados. Para unir as pedras e erguer os muros a diversas alturas, utilizaram argila misturada com restos vegetais, as superfícies foram cobertas com reboco de lodo cozido. Alguns investigadores assinalam que foi um encrave de fala náuatle, mas é sabido que também se falavam outras línguas, algumas pertencentes à família jutonahua, na que se englobam as seguintes línguas:
- Família Corachol (Cora e Huichol)
- Família Náuatle (Náuatle)
- Família Pimana (Pápago, Tepehuán e Névome)
- Família Taracahita (Nuarijío, maio, Tarahumara e Yaqui).

## Zona arqueológica

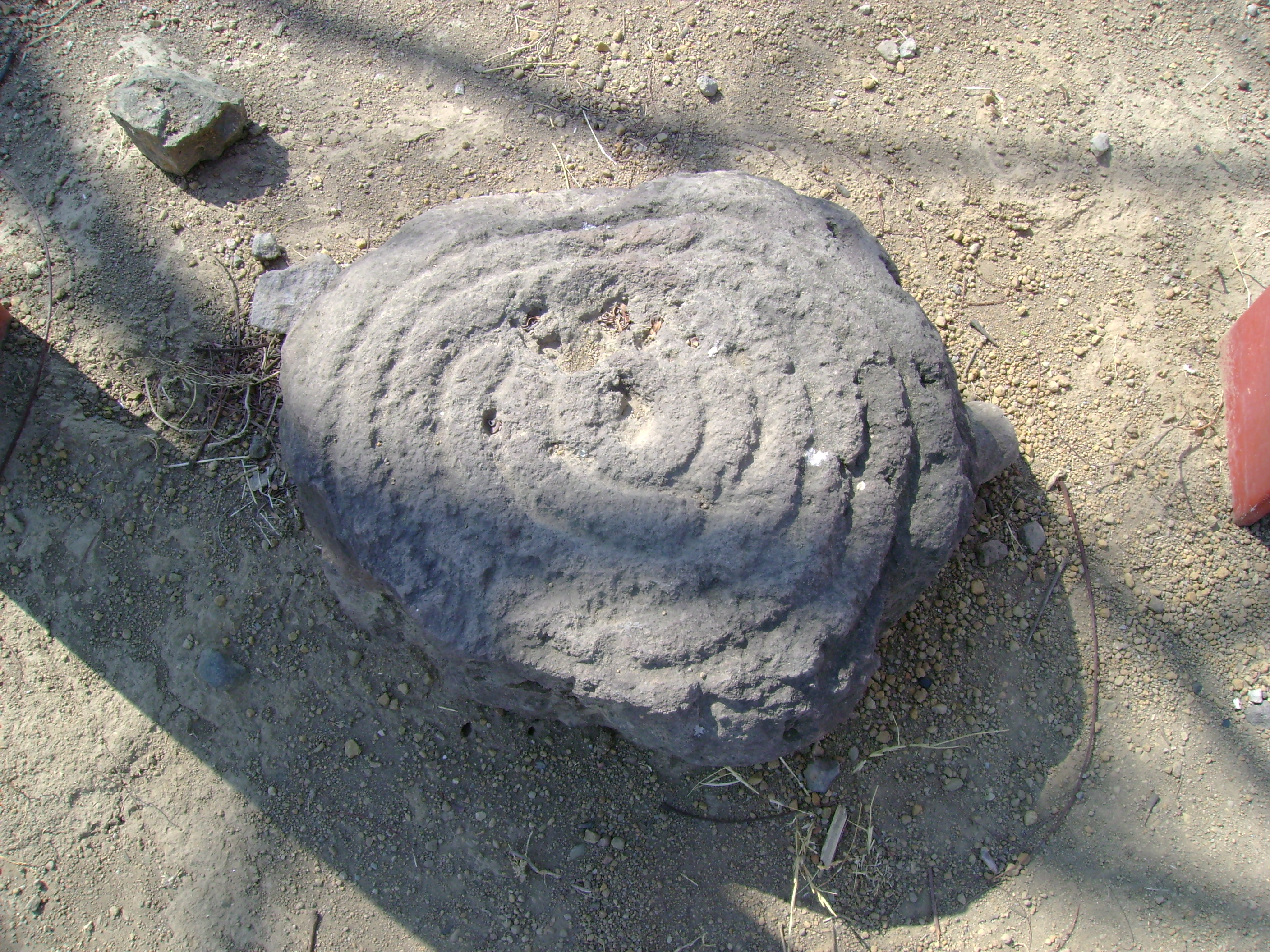
Pedra talhada na Campana

La Campana  é somente uma porção do que originariamente foi um assentamento pré-hispânico muito importante, cujo nome supõe-se foi Almoloya. Foi um centro de controlo político-econômico e religioso de grande tamanho, mas no século XVI os franciscanos e habitantes da região utilizaram material extraído das plataformas pré-hispânicas para as suas construções. Os primeiros assinalamentos formais da existência do sítio foram devidos ao Eng. José María Gutiérrez em 1917, que além disso realizou um plano no que incluiu algumas estruturas. Em 1922 o Dr. Miguel Galindo iniciou a exploração de uma das edificações.
A zona arqueológica estende-se atualmente sobre 134 hectares entre o rio Colima e o arroio Pereira. Por ora, os arqueólogos puderam explorar apenas 1% do total da área. Tem um centro cerimonial administrativo, núcleo importante de numerosos edifícios monumentais; plataformas retangulares de corpos superpostos, pirâmides escalonadas que serviram de base para enormes recintos e pátios superiores, além de outros tipos de construções. Há avenidas e grande quantidade de petróglifos em vários pátios e praças, em cujos interiores é possível observar estruturas de diversas dimensões. No ponto central do sítio para norte aprecia-se uma avenida de 4 m de largo definida por muros laterais de pedras, elemento de comunicação com outras povoações rumo a norte. A noroeste existem unidades habitacionais ou casas temporãs e a nordeste uma seção tardia do assentamento, onde se destaca um jogo de bola pequeno.
A localização e distribuição espacial das estruturas correspondem a um planejamento e traço de caráter urbano. Destaca-se, pela sua monumentalidade, o seu centro administrativo-cerimonial. É formado por plataformas superpostas, em cuja parte superior existem vestígios de recintos sacros e habitacionais; conta também com sistema de drenagem para evacuar as águas pluviais.
É importante o sistema construtivo tão característico da região: “pedra bola” trazida dos rios próximos, ligada com argamassa de barro e recoberta com reboco de lodo polido e queimado para a sua maior resistência. As moradias retangulares e circulares estavam distribuídas provavelmente em conjuntos habitacionais, separados por ruas empedradas. Tinham diferentes dimensões e estavam telhadas com palmas e ervas da região. A cerâmica recuperada, se bem que não muito abundante provavelmente pelo saque sofrido durante décadas, oferece interessantes dados sobre esta cultura.
Vários enterros foram encontrados durante a exploração, que proporcionam novos dados sobre ritos e costumes funerários. Chama a atenção que os esqueletos costumam carecer de mãos e pés, bem como de caixa torácica. La Campana , que deve o seu nome a descobridores casuais que observaram um montículo parecido com um sino (campana em espanhol), é um lugar que fala das culturas do Ocidente do México. Seu datamento aproximado é de cerca de 900 a.C.

### Descrição

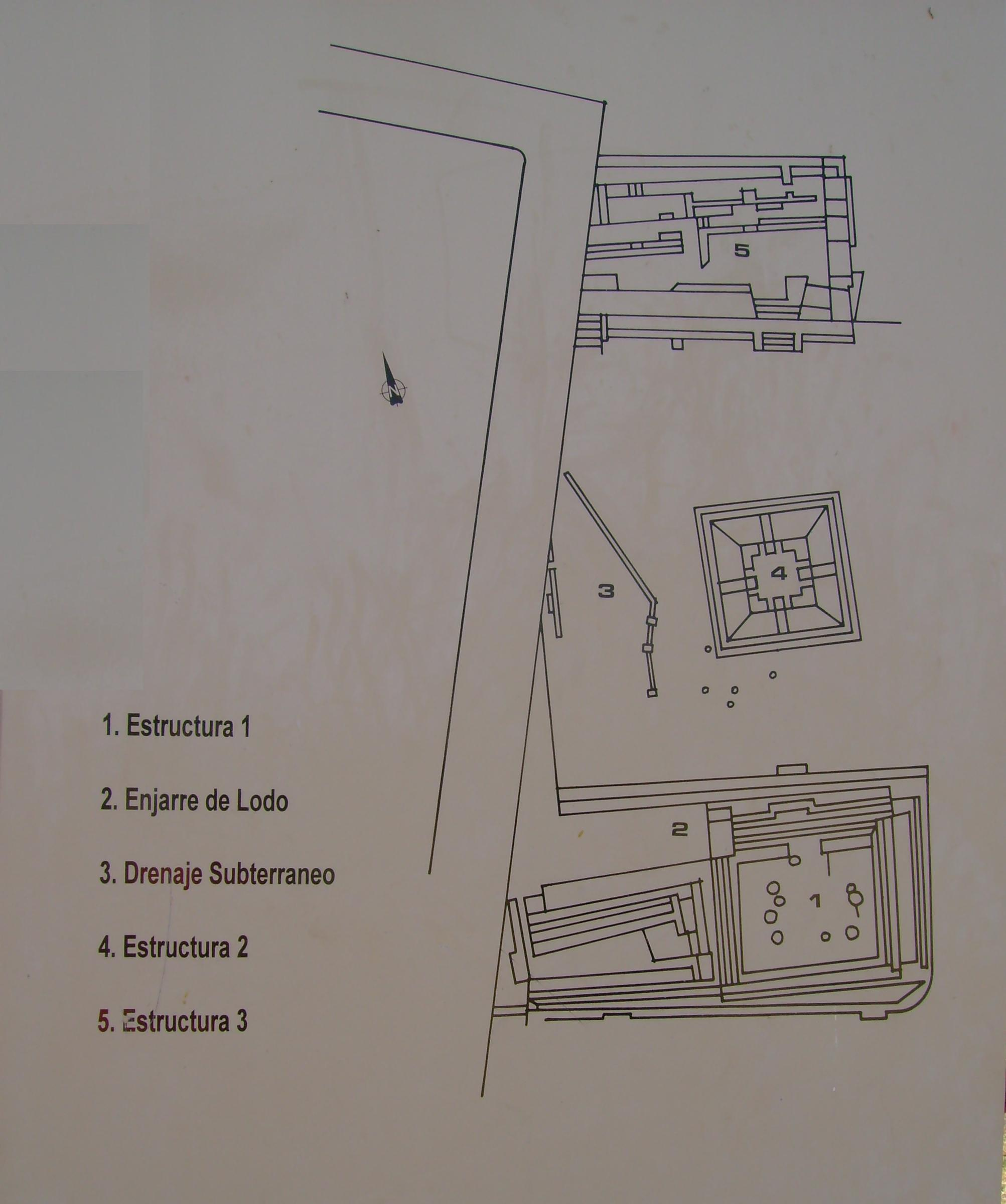
Mapa turístico da Zona Arqueológica da Campana

A seção de La Campana  explorada na primeira temporada (1995), fica numa praça com uma rede de drenagem com poços de decantação para evacuar a água da chuva. Destacam-se importantes estruturas como o Edifício 1 formado por plataformas superpostas escalonadas, à frente, uma escadaria enfeitada com cubos de pedra a maneira de alfarda. Na parte superior há um amplo recinto, no interior observam-se círculos que definem poços em cujo interior guardavam grãos e cinzas de pessoas importantes, talvez sacerdotes ou guerreiros mortos em batalha. Ao centro, domina este espaço sagrado um adoratório piramidal; as suas características arquitetônicas tornam-no num edifício único erguido sobre três plataformas escalonadas; a forma do talude semelha a silhueta do vulcão de Colima, que era objeto de importante culto nessa época. Nos costados da estrutura localizaram-se restos ósseos humanos oferendados com o fim de sacralizar o edifício.
O terceiro edifício, levantado também sobre plataformas superpostas, possui dois acessos que permitem a ascensão à parte superior que tem espaços definidos por muros. As suas funções eram relacionadas ao culto religioso privado dos sacerdotes que realizavam rituais no centro cerimonial. As edificações descobertas em 1996 aparecem numa enorme praça de nível superior ao da seção explorada em 1995, construída com recheios de pedra e terra sobre edifícios de épocas anteriores. Esta seção apresenta duas enormes plataformas orientadas de leste para oeste, sobre as que se levantam uma série de altares e pequenos recintos cerimoniais aos quais se ascende por meio de escadarias. Nos seus entulhos foram achadas oferendas de pessoas modestas, que ainda carecendo de riquezas evocavam os tempos de esplendor da urbe e buscavam a proteção das deidades que ali habitavam.
A Leste, duas grandes estruturas piramidais presidem o conjunto. A que aparece no meio tem apenas três níveis, já que o quarto se perdeu ao realizar uma construção moderna na parte superior; ergue-se sobre uma base retangular de 25 m por lado e amostra ao centro uma escadaria enfeitada com alfardas laterais. Combina muros em talude com corredores intermédios entre os diferentes corpos que a formam. Na parte superior havia um recinto ou santuário em onde provavelmente os sacerdotes, afastados do restante dos homens, realizavam rituais. Isto deduz-se pela quantidade de oferendas e artefatos encontrados.
No outro edifício paralelo, de grandes muros em talude, localizaram-se em 1996 parte dos muros que definiam o recinto respectivo. Entre ambas as edificações foi construído um jogo de bola, no que se praticava numa estreita cancha orientada de leste a oeste, definida por dois taludes laterais com um muro vertical na parte superior que termina por baixo numa pequena plataforma.
Importantes foram os achados com os ritos funerários, relacionados à interpretação da vida pré-hispânica depois da morte. Localizaram-se várias tumbas de tiro, com diversos objetos como oferendas, de tipo doméstico e cerimonial, destinados a acompanhar o defunto na sua viagem pelo inframundo. Na zona arqueológica de La Campana,  bem como em muitas mais da região do Ocidente do México existia a tradição das Tumbas de Tiro; atualmente, uma destas tumbas de tiro pode ser vista perto da Estrutura 6. Destaca-se a tumba N° 7, que além da abóbada em onde foram enterrados diversos fragmentos dos corpos humanos, apresenta um corredor escalonado e importantes oferendas entre as que se destacam um cão e uma máscara esculpida de barro.

### Estrutura 1
Encontra-se localizada a sul da praça e a sua base é de 52 por 36 m; é de grandes dimensões e a sua edificação é a base de plataformas superpostas e escalonadas. Remata num recinto sagrado retangular, em cujo interior existem vários círculos com funções provavelmente rituais. Seu acesso apresenta amplos degraus ornamentados por quatro cubos. Chama a atenção o que a altura dos degraus varia: Os primeiros são notavelmente mais altos que os seguintes. Depois do seu abandono continuou sendo objeto de culto, o que se infere pelos restos ósseos humanos encontrados a modo de oferendas. Na estrutura 1 encontra-se também o reboco de lodo, lugar onde ficaram evidências do reboco ou aplanado cozido que cobria os muros e pavimentos dos edifícios monumentais. É possível que sobre o reboco existissem motivos decorativos, realizados com pigmentos de minerais e terra de diferentes cores provenientes da região. Amostras de reboco podem-se ver também na parte inferior do acesso Leste da estrutura 3. À primeira vista observam-se pequenas partículas de forragem misturadas com o lodo, cuja função é nomeadamente desgraxante.

### Estrutura 2
Está localizada ao centro de uma praça e a sua base é de 20 por 20 m. Sua forma apresenta um jogo de volume e geometria que amostra uma silhueta esbelta e única no seu tipo. Este edifício é um adoratório típico da arquitetura pré-hispânica de Colima. Erige-se sobre três plataformas quadradas e escalonadas. Apresenta um formoso corpo em talude com quatro acessos escalonados; estas conduzem à parte superior que é uma plataforma quadrada sobre a qual se realizam diferentes atividades rituais dedicadas aos deuses. Na sua base encontraram-se enterros a maneira de oferendas.

### Drenagem subterrâneo

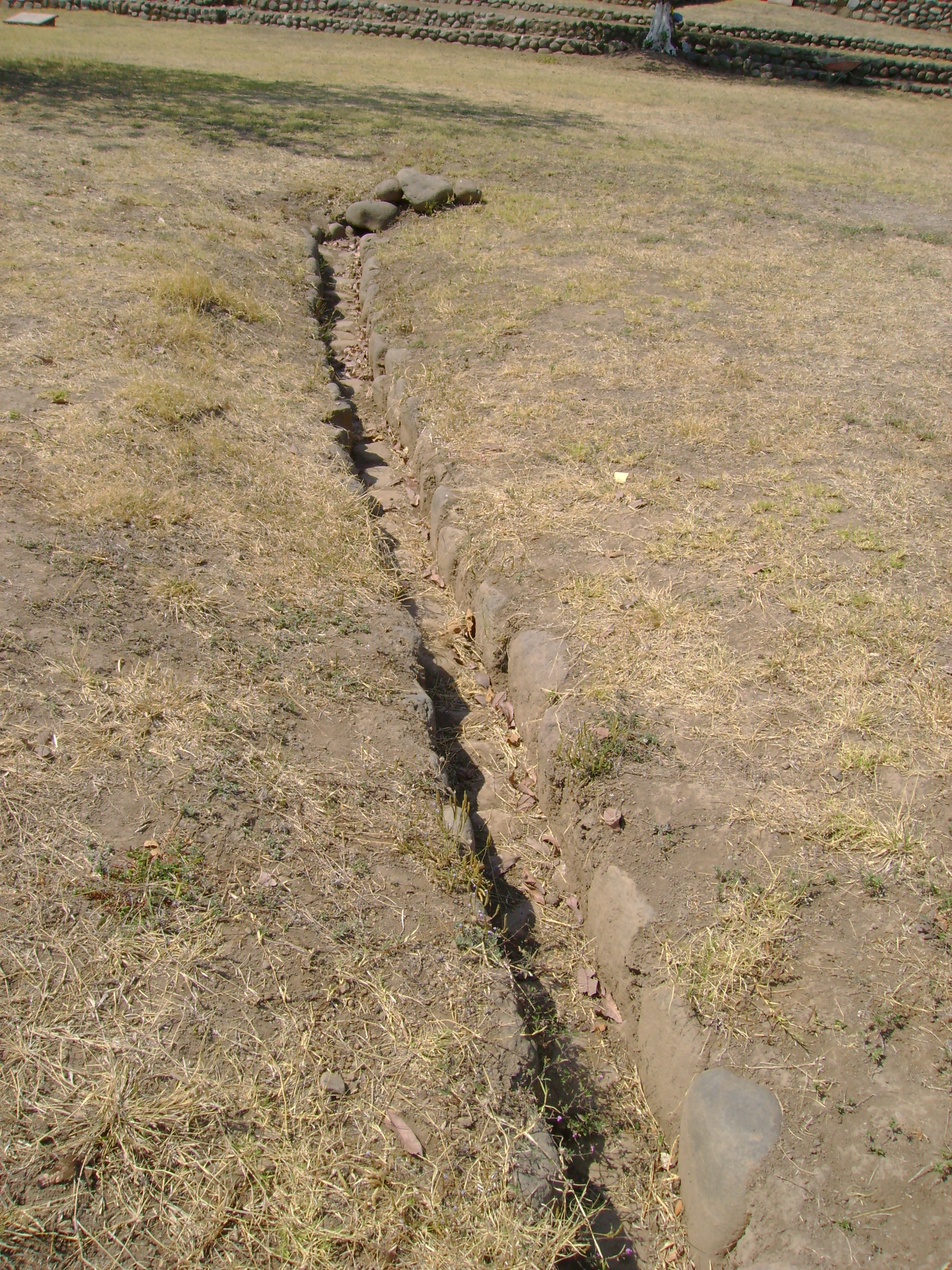
Drenagem subterrânea

A um lado da Estrutura 2 do complexo arqueológico de La Campana encontram-se algumas pedras talhadas. Aqui também pode observar-se parte do sistema subterrâneo; realizado para coletar e evacuar a água das chuvas. Originalmente estava coberto com pedras. Seu traço segue o contorno dos edifícios.

### Estrutura 3
Encontra-se localizada a noroeste da praça e a sua base é de 43 por 9 m; é de grandes dimensões e a sua edificação é a base de plataformas superpostas e escalonadas similares à da Estrutura 1. Possui dois acessos para subir à parte superior e a sua elevação não supera os 3 metros. Na sua base encontram-se ocos onde se supõe corria água e se podiam armazenar sementes para alimento. Este recinto estava ligado à vida sacerdotal em La Campana,  pois no seu interior os mesmos sacerdotes dedicavam-se a fazer ritos, além de ser o seu lugar de hospedagem.

### Estrutura 4
Fica a sudeste da praça e a sua base é de 60 por 24 m; é de grandes dimensões e a sua edificação é a base de plataformas superpostas e escalonadas. Possui de 3 diferentes acessos para poder subir à parte superior e tem uma importante elevação com sistema de evacuação de águas para a chuva. Parece que esta zona na realidade eram as moradias das gentes nobres que se puderam estender em linha vertical por todo o nordeste, a Estrutura 4 conta com 11 quartos medianos, na antiguidade deveu ter teto de folhas de palma sustentada por troncos de diferentes tipos. Estende-se também um acesso à Estrutura 5, e frente à Estrutura 4 existe uma praça com uma pequena construção com fins rituais, bem como um relógio solar à entrada da Estrutura 5.

### Estrutura 5
Edifício piramidal quadrado que domina o conjunto urbanístico, com uma base de 26 por 31 m. Constitui uma amostra da arquitetura monumental pré-hispânica. A estrutura original contava de vários corpos superpostos, mas atualmente apenas se conservam três. Sobre o imponente embasamento elevado sobre o restante das edificações encontrava-se um templo em onde se rendia culto a uma importante deidade que representava as forças míticas dos fenômenos naturais. No interior encontra-se outra construção correspondente a uma época mais antiga. Observam-se modificações tardias na parte esquerda do edifício.

### Estrutura 6
Este edifício caracteriza-se pelos seus enormes taludes e por corredores que definem diferentes corpos; a sua forma e orientação obedecem a conceitos geométricos e astronômico-religiosos mesoamericanos. Na sua parte alta existem praças, a seção inferior do templo tem acessos escalonados e é o lugar  em onde os sacerdotes levavam a cabos os seus ritos mágicos. Sua orientação permitia observar sem obstáculos a saída e pôr-do-sol em datas importantes do seu calendário religioso. Foi utilizado e modificado também em alguns grupos pré-hispânicos tardios. Sua base mede 24 por 16 m.

### jogo de bola
Entre as estruturas 6 e 5 encontra-se o jogo de bola, de base de 16 por 8 m; espaço definido por um pátio retangular, orientado sobre o eixo Leste-Oeste e delimitado por duas importantes estruturas laterais. Neste lugar praticava-se o Tlalchi, jogo de bola ritual cujo desenvolvimento tinha transcendência político-religiosa e um simbolismo associado à fertilidade. Ainda após abandonada, a urbe, continuou sendo um espaço de culto,  levado a cabo mediante simples oferendas que eram depositadas nos entulhos que o cobriam.

### Estrutura 11
Adoratório piramidal de base quadrangular com quatro acessos escalonados e que mede 24 por 9 m. Sua orientação responde à conjugação de princípios arquitetônicos baseados nas formas geométricas com elementos astronômicos e o simbolismo associado aos pontos cardeais. Na sua parte superior existiu uma espécie de pequena plataforma em onde se efetuaram cerimônias religiosas e políticas do culto pré-hispânico; neste edifício detectaram-se duas épocas construtivas. A primeira correspondente ao período Clássico (100 a.C. a 500 d.C.). Posteriormente efetuaram-se modificações entre 700 e 900 d.C.

### Estrutura 12
A Estrutura 12 consiste numa plataforma projetada de maneira notável, pois define à praça central, e à vez constitui um elemento de comunicação com outra praça situada a norte. A partir dela ergueram-se recintos e templos, possivelmente com o objeto de guardar os objetos materiais usados nos ritos. Pelos vestígios que se observam, esta plataforma pôde ter sido a morada dos que se dedicavam ao culto religioso.

### Pirâmide do Cascavel
É uma estrutura que possui na parte inferior do acesso 1 um cascavel de serpente esculpido em pedra, cuja forma simbólica esta relacionado ao culto aquático. A serpente fazia parte da representação do deus da água (Tláloc), e estava associada com as nuvens, a chuva e o raio. Este último poderia representar uma serpente de fogo que passava por toda a zona e que ao cair se afundava na terra. Representações similares encontraram-se nos templos da cultura teotihuacana.
|  |  |  |  |

|  |  |  |  |

## Acesso à zona arqueológica
A zona arqueológica de La Campana  encontra-se a norte da cidade de Colima, no município de Villa de Álvarez; situada a um costado da Avenida Tecnológico deste município colimense. As visitas à zona arqueológica são de terça-feira a domingo de 9:00 a 17:00 horas.